# 난지도 (당진시)
난지도는 충청남도 당진시 석문면에 있는 섬이다. 대난지도와 소난지도로 구성되어 있으며, 두 섬은 난지대교로 이어져있다. 과거에는 인천항에서 배가 다녔고 소난지도와 대난지도에 모두 충남에서 오는 배가 다녔으나 현재는 소난지도까지만 배가 다닌다.